# Halland
Halland (Hallands län) je kraj ležící na západním pobřeží Švédska. Hlavním městem kraje je Halmstad. Halland sousedí s kraji Västra Götaland, Jönköping, Kronoberg, Skåne a úžinou Kattegat. Kromě obce Hylte, která patří do provincie Småland, spadá Halland do provincie Halland.

## Symboly
Halland převzal svůj znak od provincie Halland. Pokud je znak zobrazen s královskou korunou, reprezentuje krajskou správní radu.

## Obce

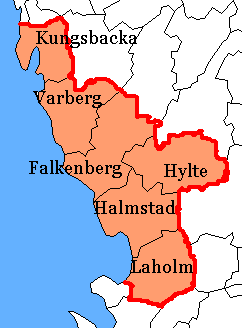
Obce

- Kungsbacka (74 448 obyvatel)

- Varberg (57 747 obyvatel)
- Falkenberg (40 921 obyvatel)
- Hylte (10 216 obyvatel)
- Halmstad (91 419 obyvatel)
- Laholm (23 373 obyvatel)